# やまびこ賞
やまびこ賞（やまびこしょう）は、岩手県競馬組合が施行する地方競馬の重賞競走(M2)である。正式名称は「天真堂杯 やまびこ賞」。

## 概要
1982年に東北新幹線開通を記念し、旧盛岡競馬場で施行される岩手所属馬限定の特別競走として創設。第9回まで盛岡1750mで行われていたがその後は距離、施行場変更を行いながら2006年まで特別競走として行われていた。
その後2012年まで開催されていなかったが、2013年から重賞に昇格され、2016年岩手競馬グレード制の導入に伴いM3に格付けされる。2020年よりM2に格上げされた。
2019年まではダイヤモンドカップのトライアル競走として施行されており、特別競走時代は優勝馬に、2012年・2013年は上位2着までに、2014年から2019年までは上位3着馬までに優先出走権が与えられていた。
2020年からは施行時期が夏季に移り、不来方賞のトライアル競走に指定されている。2023年までは3着以上に不来方賞の優先出走権が与えられていたが、2024年からは付与対象が1着馬のみとなった。

### 条件・賞金等（2025年）
出走条件
サラブレッド系3歳、岩手所属。
負担重量
定量。56kg、牝馬2kg減。
賞金等
賞金額は1着700万円、2着245万円、3着140万円、4着91万円、5着49万円、着外手当7万円。
副賞
天真堂エクサスリムプロテイン賞、開催執務委員長賞。
優先出走権付与
優勝馬に不来方賞の優先出走権が付与される。

## 歴代優勝馬
重賞に昇格した2013年以降。全てダートコースで施行。
| 回数   | 施行日        | 競馬場 | 距離  | 優勝馬             | 性齢 | 所属 | タイム | 優勝騎手 | 管理調教師 | 馬主                |
| ------ | ------------- | ------ | ----- | ------------------ | ---- | ---- | ------ | -------- | ---------- | ------------------- |
| 第26回 | 2013年5月4日  | 盛岡   | 1800m | ハカタドンタク     | 牡3  | 水沢 | 1:56.5 | 山本政聡 | 板垣吉則   | 小林祥晃            |
| 第27回 | 2014年5月4日  | 盛岡   | 1800m | ライズライン       | 牡3  | 水沢 | 1:55.6 | 小林俊彦 | 千葉幸喜   | 大久保和夫          |
| 第28回 | 2015年5月3日  | 盛岡   | 1800m | スペクトル         | 牡3  | 盛岡 | 1:55.1 | 山本政聡 | 櫻田浩三   | 山本武司            |
| 第29回 | 2016年5月1日  | 盛岡   | 1800m | エンパイアペガサス | 牡3  | 水沢 | 1:56.8 | 村上忍   | 佐藤祐司   | 佐藤信広            |
| 第30回 | 2017年4月30日 | 盛岡   | 1800m | キングジャガー     | 牡3  | 水沢 | 1:57.1 | 高橋悠里 | 板垣吉則   | 広松金次            |
| 第31回 | 2018年4月29日 | 盛岡   | 1800m | チャイヤプーン     | 牡3  | 水沢 | 1:55.6 | 村上忍   | 千葉幸喜   | 大久保和夫          |
| 第32回 | 2019年5月4日  | 水沢   | 1900m | グレートアラカー   | 牡3  | 水沢 | 2:03.4 | 高松亮   | 千葉幸喜   | 大久保和夫          |
| 第33回 | 2020年7月28日 | 盛岡   | 1800m | ピアノマン         | 牡3  | 盛岡 | 1:50.6 | 山本聡哉 | 齋藤雄一   | （有）新生ファーム  |
| 第34回 | 2021年7月13日 | 盛岡   | 1800m | ゴールデンヒーラー | 牝3  | 水沢 | 1:54.0 | 山本聡哉 | 佐藤祐司   | 平賀敏男            |
| 第35回 | 2022年8月21日 | 盛岡   | 1800m | アップテンペスト   | 牝3  | 水沢 | 1:55.3 | 高松亮   | 佐藤雅彦   | 増田兼良            |
| 第36回 | 2023年8月6日  | 盛岡   | 1800m | ルーンファクター   | 牡3  | 水沢 | 1:55.1 | 坂口裕一 | 千葉幸喜   | 楊明翰              |
| 第37回 | 2024年7月14日 | 盛岡   | 1800m | サクラトップキッド | 牡3  | 水沢 | 1:53.3 | 高橋悠里 | 伊藤和忍   | (株) トップフェロウ |
| 第38回 | 2025年7月20日 | 盛岡   | 1800m | サンロックンロール | 牡3  | 水沢 | 1:55.4 | 山本聡哉 | 菅原勲     | (株) 加藤ステーブル |

#### 各回競走結果の出典
- やまびこ賞 歴代優勝馬  - 地方競馬全国協会
- JBISサーチ
  - 2013年、2014年、2015年、2016年、2017年、2018年、2019年、2020年、2021年、2022年、2023年、2024年、2025年

## 同名の競走
- 川崎や浦和で同名の特別競走が施行されたことがある。